# آلکیونه

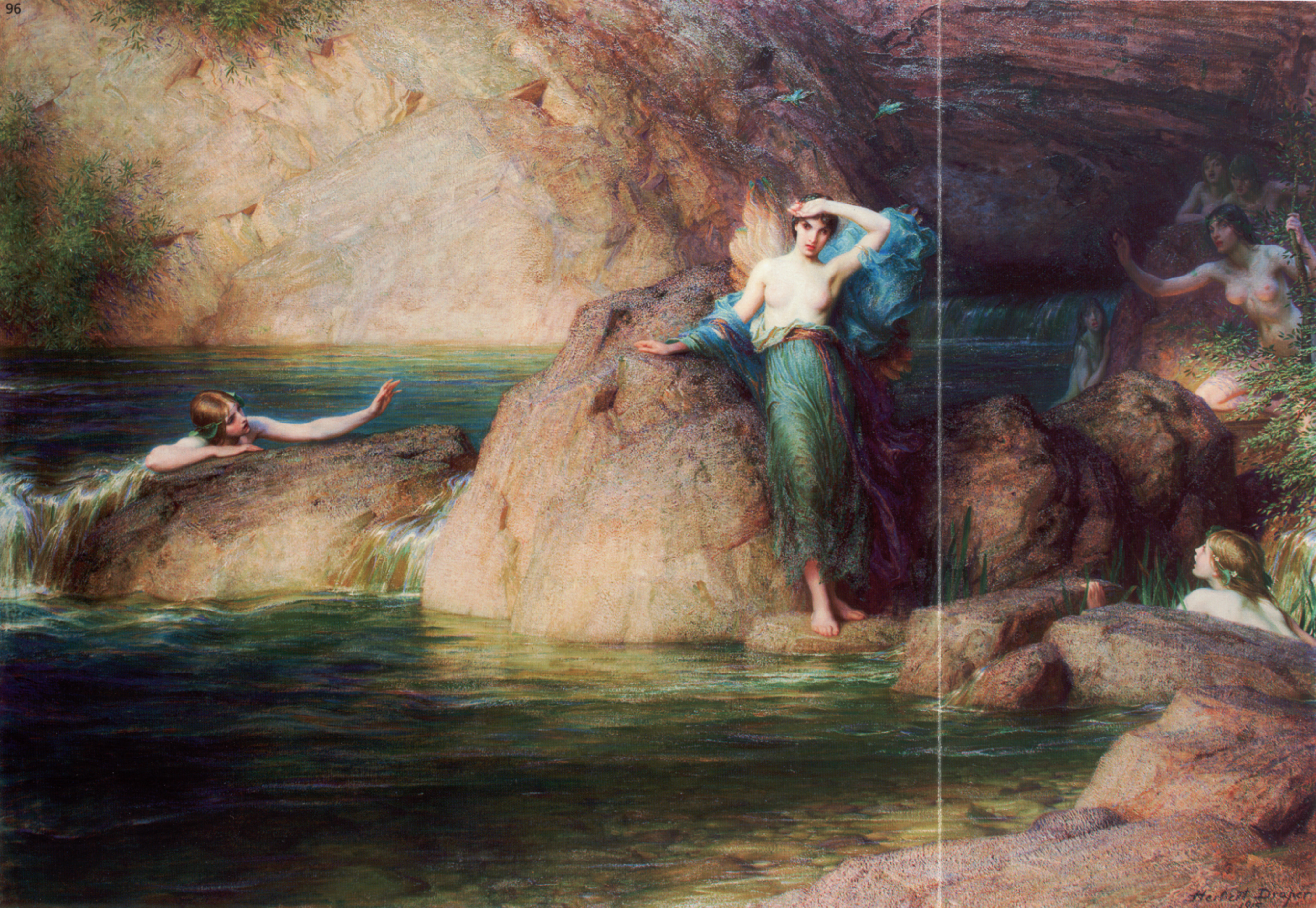
آلکیونه اثر هربرت جیمز دراپر ۱۹۱۵

آلکیونه یا هالکیونه (به یونانی: Ἁλκυόνη)، (به لاتین: Halcyone) دختر فرمانروای باد آیولوس و انارته همسرش در افسانه‌های یونان باستان است. شوهر آلکیونه، کیکس پسر هسپروس بود.
آلکیونه و کیکس خوشبخت با یکدیگر در تراشیس زندگی می‌کردند، تا آنجاییکه خوشبختی خود را با کامرانی زئوس و هرا هم‌سنگ دانستند. این زئوس را بسیار خشمگین کرد. هنگامی‌که کیکس به دریا رفت، خداوند آذرخشی را به کشتی کیکس زد و او را کشت. تن‌نمای کیکس یا خدای خواب مورفئوس به آلکیونه گفت که چه برسر کیکس آمده است. آلکیونه در اندوه جدایی یار، خود را به دریا پرت کرد.
خدایان از سر دلسوزی آن دو را به پرندهٔ یخ دگرگون کردند. آن پرنده را مرغ یخ می‌دانند.
زیرا آلکیونه می‌خواست در کرانهٔ دریا تخم‌گذاری کند، پدرش آیولوس یک هفته و همه ساله پیش از آغاز زمستان از دمیدن باد خودداری کرد، تا دخترش به آسودگی لانه‌سازی کند. ریشهٔ «روزهای پرندهٔ یخ» (به یونانی Halkyonia) که به نبود تندبادهای زمستانی شناخته شده است، از این داستان سرچشمه می‌گیرد.